# هيبوليت-فكتور كوليه-ديكوتيل
هيبوليت-فكتور كوليه-ديكوتيل (بالفرنسية: Hippolyte-Victor Collet-Descotils)‏ هو كيميائي وعالم فلزات فرنسي عاش بين القرنين الثامن عشر والتاسع عشر بين سنتي 1773 و 1815.
ولد في مدينة كان، وتلقى تعليمه العالي في المدرسة الوطنية العليا للمناجم في باريس، وكان صديقاً مقرباً من لوي نيكولا فوكلان.
ساهم في تأكيد اكتشاف عنصري الكروم والإريديوم.